# Цветные тимелии
Цветные тимелии (лат. Heterophasia) — род воробьиных птиц из семейства кустарницевых (Leiothrichidae). Обитают в Южной (Индия) и Юго-Восточной Азии (Китай, Мьянма, Вьетнам, Таиланд, Лаос, Индонезия). Птицы обладают стройным телом сероватой окраски и длинным хвостом. Род образует кладу вместе с родами Minla, Actinodura, Leiothrix, Liocichla и Crocias.

## Классификация
Международный союз орнитологов относит к роду 7 видов:
- Heterophasia auricularis (Swinhoe, 1864) — Белоухая цветная тимелия
- Heterophasia capistrata (Vigors, 1831) — Черношапочная цветная тимелия
- Heterophasia desgodinsi (Oustalet, 1877)
- Heterophasia gracilis (Horsfield, 1840) — Серая цветная тимелия
- Heterophasia melanoleuca (Blyth, 1859) — Чёрно-белая цветная тимелия
- Heterophasia picaoides (Hodgson, 1839) — Длиннохвостая цветная тимелия
- Heterophasia pulchella (Godwin-Austen, 1874) — Синеголовая цветная тимелия

Ещё один вид на основании филогенетического исследования 2018 года выделен в род Leioptila — Красноспинная цветная тимелия (Leioptila annectens Blyth, 1847).